# Brezno (stacja kolejowa)
Brezno – stacja kolejowa w Breznie, w kraju bańskobystrzyckim, na Słowacji.
Znajduje się na linii 172 Banská Bystrica – Červená Skala i 174 Brezno – Jesenské.
Posiada 4 perony i 4 tory w ruchu pasażerskim.

## Linie kolejowe
- 172 Banská Bystrica – Červená Skala
- 174 Brezno – Jesenské